# Hrabstwo Grant (Waszyngton)
Hrabstwo Grant (ang. Grant County) – hrabstwo w stanie Waszyngton w Stanach Zjednoczonych. Hrabstwo zajmuje powierzchnię całkowitą 2791,29 mil² (7229,41 km²). Według szacunków United States Census Bureau w roku 2009 miało 88 098 mieszkańców. Siedzibą hrabstwa jest Ephrata.
Hrabstwo Grant wydzielono  24 lutego 1909 r. z terytorium hrabstwa Douglas. Jego nazwa pochodzi od nazwiska prezydenta USA Ulyssesa Granta.

## Miasta
- Coulee City
- Electric City
- Ephrata
- George
- Grand Coulee
- Hartline
- Krupp
- Mattawa
- Moses Lake
- Quincy
- Royal City
- Soap Lake
- Warden
- Wilson Creek

## CDP
- Banks Lake South
- Cascade Valley
- Desert Aire
- Lakeview
- Moses Lake North